# Who’s That Girl: Live in Japan
Who’s That Girl – Live in Japan – zapis koncertu Madonny z trasy Who’s That Girl World Tour, wydany w 1987 roku.
Ciao Italia: Live from Italy jest de facto drugim wydawnictwem z trasy Who’s That Girl – pierwszym był koncert wydany rok wcześniej jedynie w Japonii na nośniku VHS i Laserdisc zatytułowany Who’s That Girl – Live in Japan [Mitsubushi Special]. Wydawnictwo to często nie jest wliczane do oficjalnej wideografii Madonny.
Zawarty tam występ, to ostatni koncert z japońskiej części tournée – sfilmowany 21 czerwca 1987 na tokijskim stadionie Korakuen. Wydanie japońskiego koncertu było częścią kampanii reklamowej firmy Mitsubishi, w jakiej Madonna brała wówczas udział.

## Lista utworów
Lista utworów jest taka sama jak w przypadku koncertu z Włoch:
1. "Open Your Heart" (Madonna, Gardner Cole, Peter Rafelson) – 8:37
2. "Lucky Star" (Madonna) – 4:33
3. "True Blue" (Madonna, Stephen Bray) – 5:05
4. "Papa Don’t Preach" (Madonna, Brian Elliot) – 5:39
5. "White Heat" (Madonna, Patrick Leonard) / (zawiera fragmenty utworu muzycznego "Theme from Perry Mason" (Fred Steiner)) – 6:24
6. "Causing a Commotion" (Madonna, Stephen Bray) – 5:41
7. "The Look of Love" (Madonna, Patrick Leonard) – 4:48
8. Medley: – 10:27
  1. "Dress You Up" (Peggy Stanziale, Andrea LaRusso)
  2. "Material Girl" (Peter Brown, Robert Rans)
  3. "Like a Virgin" (Tom Kelly, Billy Steinberg) / (zawiera fragmenty piosenki "I Can't Help Myself (Sugar Pie Honey Bunch)" (Brian Holland, Lamont Dozier, Edward Holland))
9. "Where's the Party" (Madonna, Stephen Bray, Patrick Leonard) – 4:28
10. "Live to Tell" (Madonna, Patrick Leonard) – 8:00
11. "Into the Groove" (Madonna, Stephen Bray) – 9:57
12. "La Isla Bonita" (Madonna, Patrick Leonard, Bruce Gaitsch) – 5:47
13. "Who’s That Girl" (Madonna, Patrick Leonard) – 8:15
14. "Holiday" (Curtis Hudson, Lisa Stevens) – 13:11

Długość nagrania – ok. 101 minut.

## Produkcja nagrania
- Reżyser: Mitchell Sinoway
- Producent: Korefumi Seki i Katsuo Shinryo